# Grand Prix Formule 1 van Maleisië 2017
De Grand Prix Formule 1 van Maleisië 2017 werd verreden op 1 oktober 2017 op het Sepang International Circuit. Het was de vijftiende race van het kampioenschap.
Het was de laatste keer dat de Grand Prix van Maleisië verreden werd. Volgens de Maleisische overheid is de race niet langer rendabel.

## Achtergrond
Voorafgaand aan de Grand Prix maakte Toro Rosso bekend dat Daniil Kvjat wordt vervangen door Pierre Gasly tijdens de "komende races". Uiteindelijk bleek deze vervanging twee races te gaan duren, met ingang van de Grand Prix Formule 1 van de Verenigde Staten 2017 zou Kvjat weer terugkeren bij het team.

## Vrije trainingen

### Uitslagen
- Er wordt enkel de top-5 weergegeven.

| Vrije training 1 | Pos | No | Coureur          | Constructeur       | Tijd     |
| ---------------- | --- | -- | ---------------- | ------------------ | -------- |
| Vrije training 1 | 1   | 33 | Max Verstappen   | Red Bull-TAG Heuer | 1:48.962 |
| Vrije training 1 | 2   | 3  | Daniel Ricciardo | Red Bull-TAG Heuer | 1:49.719 |
| Vrije training 1 | 3   | 14 | Fernando Alonso  | McLaren-Honda      | 1:50.597 |
| Vrije training 1 | 4   | 7  | Kimi Räikkönen   | Ferrari            | 1:50.734 |
| Vrije training 1 | 5   | 5  | Sebastian Vettel | Ferrari            | 1:51.009 |
| Vrije training 2 | Pos | No | Coureur          | Constructeur       | Tijd     |
| Vrije training 2 | 1   | 5  | Sebastian Vettel | Ferrari            | 1:31.261 |
| Vrije training 2 | 2   | 7  | Kimi Räikkönen   | Ferrari            | 1:31.865 |
| Vrije training 2 | 3   | 3  | Daniel Ricciardo | Red Bull-TAG Heuer | 1:32.099 |
| Vrije training 2 | 4   | 33 | Max Verstappen   | Red Bull-TAG Heuer | 1:32.109 |
| Vrije training 2 | 5   | 14 | Fernando Alonso  | McLaren-Honda      | 1:32.564 |
| Vrije training 3 | Pos | No | Coureur          | Constructeur       | Tijd     |
| Vrije training 3 | 1   | 7  | Kimi Räikkönen   | Ferrari            | 1:31.880 |
| Vrije training 3 | 2   | 5  | Sebastian Vettel | Ferrari            | 1:32.042 |
| Vrije training 3 | 3   | 3  | Daniel Ricciardo | Red Bull-TAG Heuer | 1:32.091 |
| Vrije training 3 | 4   | 77 | Valtteri Bottas  | Mercedes           | 1:32.329 |
| Vrije training 3 | 5   | 44 | Lewis Hamilton   | Mercedes           | 1:32.539 |

Testcoureurs in vrije training 1:
 Sergej Sirotkin (Renault)
 Sean Gelael (Toro Rosso)
 Charles Leclerc (Sauber-Ferrari)
 Antonio Giovinazzi (Haas-Ferrari)

## Kwalificatie
Lewis Hamilton behaalde voor Mercedes zijn negende pole position van het seizoen door de Ferrari van Kimi Räikkönen nipt achter zich te houden. De Red Bull-coureurs Max Verstappen en Daniel Ricciardo kwalificeerden zich respectievelijk als derde en vierde, gevolgd door de Mercedes van Valtteri Bottas op de vijfde plaats. Force India-coureur Esteban Ocon zette de zesde tijd neer, voor de McLaren van Stoffel Vandoorne, die met een zevende plaats zijn beste kwalificatieplaats uit zijn Formule 1-carrière behaalde. De top 10 werd afgesloten door de Renault van Nico Hülkenberg, de Force India van Sergio Pérez en de McLaren van Fernando Alonso. Sebastian Vettel zette in Q1 (het eerste deel van de kwalificatie) geen tijd neer door problemen met zijn turbo en start de race vanaf de laatste plaats.

### Kwalificatieuitslag
| Pos                 | No | Coureur           | Constructeur         | Q1        | Q2       | Q3       | Grid |
| ------------------- | -- | ----------------- | -------------------- | --------- | -------- | -------- | ---- |
| 1                   | 44 | Lewis Hamilton    | Mercedes             | 1:31.605  | 1:30.977 | 1:30.076 | 1    |
| 2                   | 7  | Kimi Räikkönen    | Ferrari              | 1:32.259  | 1:30.926 | 1:30.121 | 2    |
| 3                   | 33 | Max Verstappen    | Red Bull-TAG Heuer   | 1:31.920  | 1:30.931 | 1:30.541 | 3    |
| 4                   | 3  | Daniel Ricciardo  | Red Bull-TAG Heuer   | 1:32.416  | 1:31.061 | 1:30.595 | 4    |
| 5                   | 77 | Valtteri Bottas   | Mercedes             | 1:32.254  | 1:30.803 | 1:30.758 | 5    |
| 6                   | 31 | Esteban Ocon      | Force India-Mercedes | 1:32.527  | 1:31.651 | 1:31.478 | 6    |
| 7                   | 2  | Stoffel Vandoorne | McLaren-Honda        | 1:32.838  | 1:31.848 | 1:31.582 | 7    |
| 8                   | 27 | Nico Hülkenberg   | Renault              | 1:32.586  | 1:31.778 | 1:31.607 | 8    |
| 9                   | 11 | Sergio Pérez      | Force India-Mercedes | 1:32.768  | 1:31.484 | 1:31.658 | 9    |
| 10                  | 14 | Fernando Alonso   | McLaren-Honda        | 1:33.049  | 1:32.010 | 1:31.704 | 10   |
| 11                  | 19 | Felipe Massa      | Williams-Mercedes    | 1:32.267  | 1:32.034 |          | 11   |
| 12                  | 30 | Jolyon Palmer     | Renault              | 1:32.576  | 1:32.100 |          | 12   |
| 13                  | 18 | Lance Stroll      | Williams-Mercedes    | 1:33.000  | 1:32.307 |          | 13   |
| 14                  | 55 | Carlos Sainz jr.  | Toro Rosso           | 1:32.650  | 1:32.402 |          | 14   |
| 15                  | 10 | Pierre Gasly      | Toro Rosso           | 1:32.547  | 1:32.558 |          | 15   |
| 16                  | 8  | Romain Grosjean   | Haas-Ferrari         | 1:33.308  |          |          | 16   |
| 17                  | 20 | Kevin Magnussen   | Haas-Ferrari         | 1:33.434  |          |          | 17   |
| 18                  | 94 | Pascal Wehrlein   | Sauber-Ferrari       | 1:33.483  |          |          | 18   |
| 19                  | 9  | Marcus Ericsson   | Sauber-Ferrari       | 1:33.970  |          |          | 19   |
| 107%-tijd: 1:38.017 |    |                   |                      |           |          |          |      |
| 20                  | 5  | Sebastian Vettel  | Ferrari              | geen tijd |          |          | 20   |

## Wedstrijd
De race werd gewonnen door Max Verstappen, die zijn eerste overwinning van het seizoen en de tweede in zijn carrière behaalde door vroeg in de race de van pole gestarte Lewis Hamilton in te halen. Hamilton behaalde de tweede plaats. Daniel Ricciardo maakte het podium compleet na een gevecht met Sebastian Vettel, die zich vanaf de laatste plaats op de startgrid op wist te werken naar de vierde plaats. De vijfde plaats ging naar Valtteri Bottas, terwijl Sergio Pérez de zesde plaats behaalde. Stoffel Vandoorne evenaarde zijn zevende positie van de voorgaande Grand Prix in Singapore, met de Williams-coureurs Lance Stroll en Felipe Massa achter hem. De top 10 werd afgesloten door Esteban Ocon, nadat hij tijdens de race werd aangetikt door de Toro Rosso van Carlos Sainz jr. tijdens het maken van een inhaalactie.

### Raceuitslag

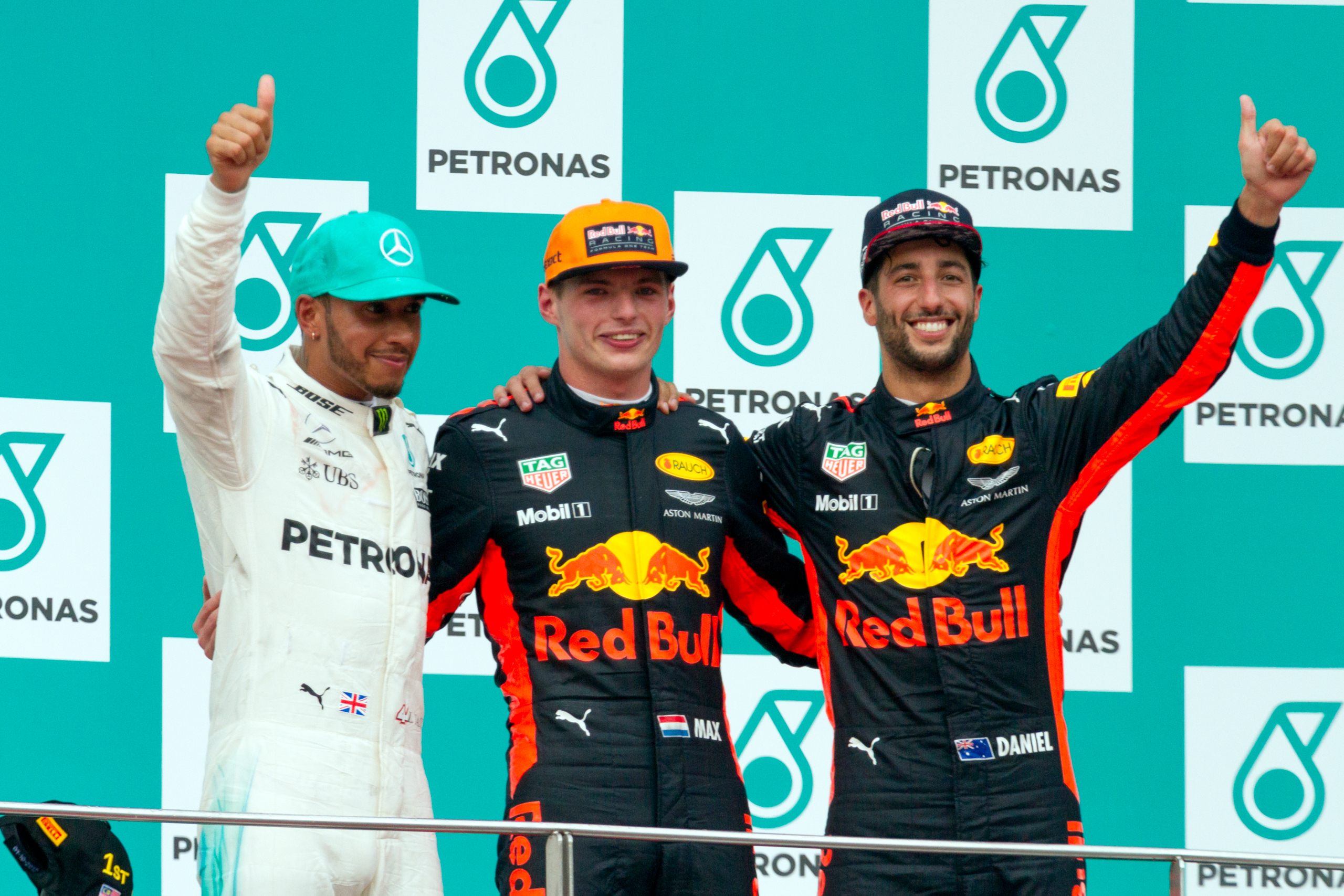
Het podium van de Grand Prix

| Pos. | No. | Coureur           | Constructeur         | Rondes | Tijd/Oorzaak uitval | Grid | Punten |
| ---- | --- | ----------------- | -------------------- | ------ | ------------------- | ---- | ------ |
| 1    | 33  | Max Verstappen    | Red Bull-TAG Heuer   | 56     | 1:30:01.290         | 3    | 25     |
| 2    | 44  | Lewis Hamilton    | Mercedes             | 56     | +12.770             | 1    | 18     |
| 3    | 3   | Daniel Ricciardo  | Red Bull-TAG Heuer   | 56     | +22.519             | 4    | 15     |
| 4    | 5   | Sebastian Vettel  | Ferrari              | 56     | +37.362             | 20   | 12     |
| 5    | 77  | Valtteri Bottas   | Mercedes             | 56     | +56.021             | 5    | 10     |
| 6    | 11  | Sergio Pérez      | Force India-Mercedes | 56     | +1:18.630           | 9    | 8      |
| 7    | 2   | Stoffel Vandoorne | McLaren-Honda        | 55     | +1 ronde            | 7    | 6      |
| 8    | 18  | Lance Stroll      | Williams-Mercedes    | 55     | +1 ronde            | 13   | 4      |
| 9    | 19  | Felipe Massa      | Williams-Mercedes    | 55     | +1 ronde            | 11   | 2      |
| 10   | 31  | Esteban Ocon      | Force India-Mercedes | 55     | +1 ronde            | 6    | 1      |
| 11   | 14  | Fernando Alonso   | McLaren-Honda        | 55     | +1 ronde            | 10   |        |
| 12   | 20  | Kevin Magnussen   | Haas-Ferrari         | 55     | +1 ronde            | 17   |        |
| 13   | 8   | Romain Grosjean   | Haas-Ferrari         | 55     | +1 ronde            | 16   |        |
| 14   | 10  | Pierre Gasly      | Toro Rosso           | 55     | +1 ronde            | 15   |        |
| 15   | 30  | Jolyon Palmer     | Renault              | 55     | +1 ronde            | 12   |        |
| 16   | 27  | Nico Hülkenberg   | Renault              | 55     | +1 ronde            | 8    |        |
| 17   | 94  | Pascal Wehrlein   | Sauber-Ferrari       | 55     | +1 ronde            | 18   |        |
| 18   | 9   | Marcus Ericsson   | Sauber-Ferrari       | 54     | +2 ronden           | 19   |        |
| DNF  | 55  | Carlos Sainz jr.  | Toro Rosso           | 29     | Motor               | 14   |        |
| DNS  | 7   | Kimi Räikkönen    | Ferrari              | 0      | Batterij            | 2    |        |

## Tussenstanden Grand Prix
Betreft tussenstanden na afloop van de race.

### Coureurs
| Positie | No. | Rijder           | Team                 | Punten |
| ------- | --- | ---------------- | -------------------- | ------ |
| 01      | 44  | Lewis Hamilton   | Mercedes             | 281    |
| 02      | 5   | Sebastian Vettel | Ferrari              | 247    |
| 03      | 77  | Valtteri Bottas  | Mercedes             | 222    |
| 04      | 3   | Daniel Ricciardo | Red Bull-TAG Heuer   | 177    |
| 05      | 7   | Kimi Räikkönen   | Ferrari              | 138    |
| 06      | 33  | Max Verstappen   | Red Bull-TAG Heuer   | 93     |
| 07      | 11  | Sergio Pérez     | Force India-Mercedes | 76     |
| 08      | 31  | Esteban Ocon     | Force India-Mercedes | 57     |
| 09      | 55  | Carlos Sainz jr. | Toro Rosso           | 48     |
| 10      | 27  | Nico Hülkenberg  | Renault              | 34     |

### Constructeurs
| Positie | Team                         | Punten |
| ------- | ---------------------------- | ------ |
| 01      | Mercedes                     | 503    |
| 02      | Ferrari                      | 385    |
| 03      | Red Bull-TAG Heuer           | 270    |
| 04      | Force India F1 Team-Mercedes | 133    |
| 05      | Williams-Mercedes            | 65     |
| 06      | Toro Rosso                   | 52     |
| 07      | Renault                      | 42     |
| 08      | Haas-Ferrari                 | 37     |
| 09      | McLaren-Honda                | 23     |
| 10      | Sauber-Ferrari               | 5      |